# Avènticum
Avènticum (llatí: Aventicum), situat a la plana suïssa, era la ciutat que servia de capital de la província romana d'Helvètia, així com de centre polític, religiós i econòmic. La ciutat romana, actualment situada sobre el municipi d'Avenches, estava al sud del llac de Morat a la planura de la Broye, a una altitud d'aproximadament 445 metres. Es trobava en un indret estratègic sobre la xarxa de camins -en la ruta que connecta les vores del llac Léman a les ciutats romanes de Vindonissa i Augusta Ràurica- i la xarxa fluvial, gràcies a un canal d'accés que la connectava al llac de Morat. Dels segles I al III, fou la major ciutat en el territori de la moderna Suïssa i incloïa més de 20.000 habitants. Nombrosos vestigis de les diferents recerques arqueològiques efectuades fins avui són exposats al Museu Romà, situat a la torre de l'amfiteatre romà d'Avenches. Entre aquests, un orgue hidràulic antic més o menys complet i sobretot el famós bust en or de Marc Aureli, realitzat al voltant del 180 dC, descobert a les clavegueres d'un temple el 1939.
La ciutat era el centre de les rutes de l'època, la regió era ja ben colonitzada. El gran eix de comunicacions de Suïssa que passava per Avenches, Morat, Chiètres i Kallnach es dirigia cap a Soleure i Windisch, vorejant la costa est del Seeland. Una segona via romana travessava el Seeland cap a Witzwil, entre els llacs de Neuchâtel i de Morat. Des de Petinesca, una bifurcació, passant pels colls del Taubenloch, travessava el massís del Jura en direcció al nord d'Europa, des d'Augusta Ràurica.

## Història
- El 58 aC, després de la seva temptativa d'èxode i la seva derrota per l'exèrcit de Juli Cèsar, prop de Bibracte, les quatre tribus helvètiques van tornar a la plana suïssa.

- El 15 aC, annexió pels romans de tots els territoris que constitueixen la Suïssa actual; Avènticum va esdevenir la capital dels helvecis.

- Vers el 71/72, sota l'emperador Vespasià, la ciutat va ser elevada al rang de colònia.

- Segles II i III: apogeu de la ciutat.

- Vers el 275/277: els invasors alamans van reduir considerablement el nivell de vida de la ciutat, que malgrat una certa continuïtat, no va aconseguir restablir-se completament. Els vestigis i testimoniatges de l'antiguitat tardana són encara rars.

- En aquestes regions, l'època romana va acabar oficialment el 455.

## La ciutat

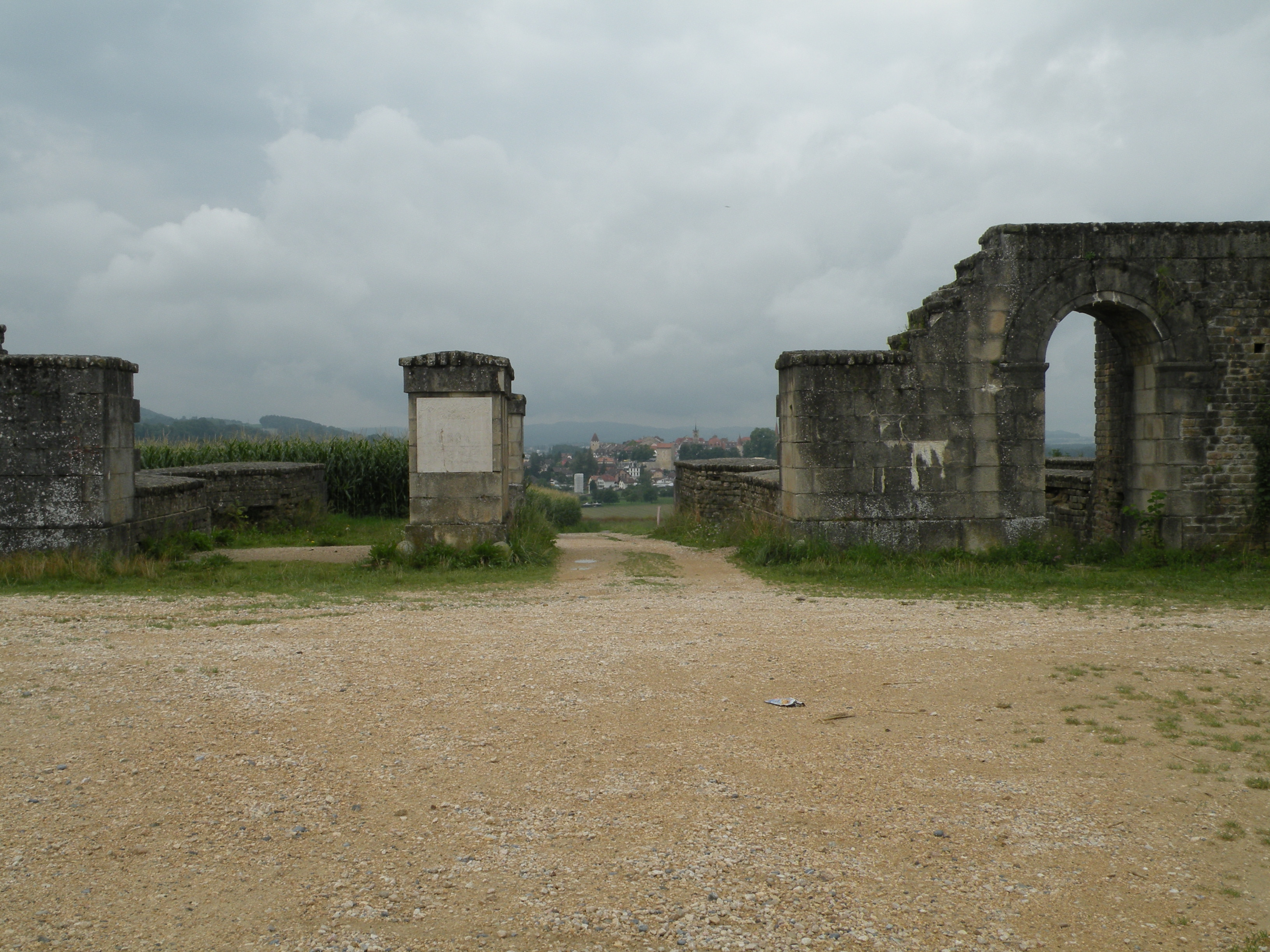
La porta de l'Est
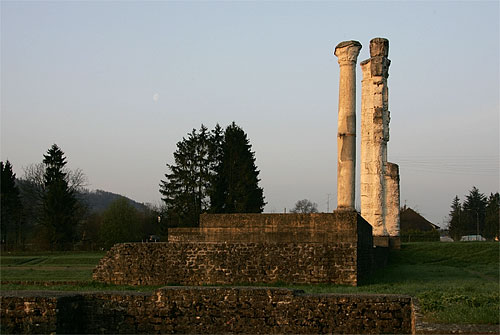
El santuari del Cigognier
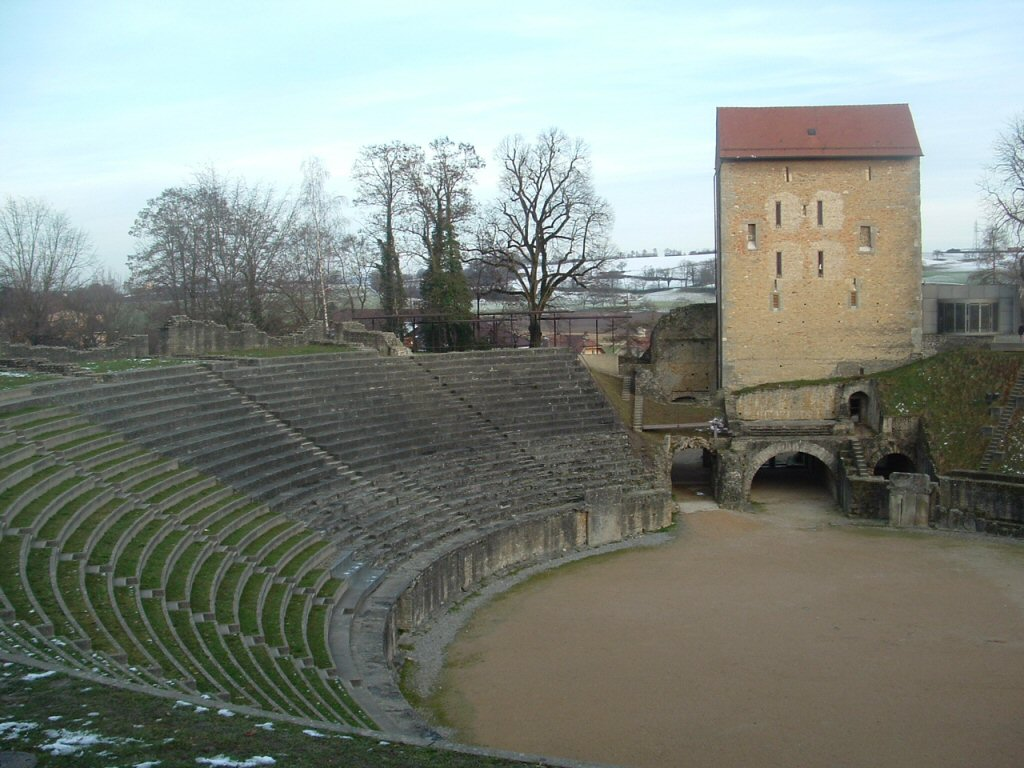
L'amfiteatre d'Avènticum
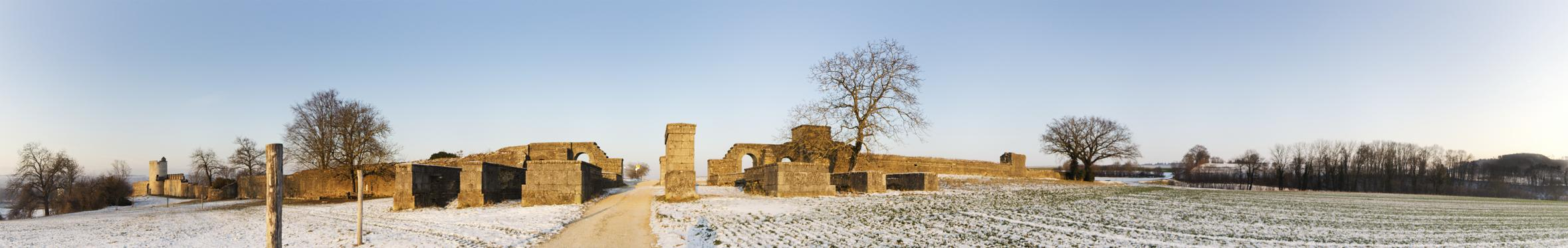
La porta de l'Est i la torre de Tornalaz

- Un recinte llarg de 5,5 km, tancant una superfície de 150 hectàrees[2] amb 73 torres.

- Les termes del fòrum.

- El teatre.

- El santuari del Cigognier.

- El temple de la Grange-des-Dîmes.

- L'amfiteatre d'Avenches.